# Only Human
Only Human е четвъртият студиен албум на английската певица Черил, издаден през ноември 2014 г. Албумът успява да достигне седмо място във Великобритания. Продаден е общо в 60 000 копия и получава сребърна сертификация.

## Списък с песните

### Оригинален траклист
1. Intro – 1:51
2. Live Life Now – 2:54
3. It's About Time – 3:49
4. Crazy Stupid Love (с Тайни Темпа) – 3:45
5. Waiting for Lightning – 3:56
6. I Don't Care – 4:00
7. Only Human – 3:34
8. Stars – 2:57
9. Throwback – 3:04
10. All in One Night – 3:09
11. Goodbye Means Hello – 3:46
12. Coming Up for Air (с Джоел Компас) – 4:21
13. Fight On – 3:33
14. Yellow Love – 3:51
15. Beats N Bass – 2:59

### Делукс издание
1. Tattoo – 3:07
2. Firecracker – 3:32
3. I Won't Break – 3:37

### iTunes делукс издание
1. Only Human (интервю) – 2:41